# César Bordón
César González Bordón (Buenos Aires, 9 de octubre de 1961) es un actor argentino. Su popularidad aumentó en 2018 al interpretar al exrepresentante de Luis Miguel, Hugo López, en la serie Luis Miguel: la serie.

## Filmografía

### Cine
| Año  | Título                             | Papel                      | Notas                       |
| ---- | ---------------------------------- | -------------------------- | --------------------------- |
| 1995 | El censor                          | Perseguidor 1              |                             |
| 2000 | Ojos que no ven                    | Fiscal                     |                             |
| 2001 | Rosarigasinos                      | Policía Zalaberry          |                             |
| 2003 | Vivir intentando                   | Seguridad                  |                             |
| 2003 | Cautiva                            | Raúl                       |                             |
| 2003 | La vieja de la bolsa               | Hombre                     | Cortometraje                |
| 2005 | El aura                            | Comisonero prostituto      |                             |
| 2006 | El niño de barro                   | Octavio                    |                             |
| 2006 | Martín Fierro: la película         | Varios                     | Voz                         |
| 2008 | La mujer sin cabeza                | Marcos                     |                             |
| 2009 | The City of Your Final Destination | Hombre servicial           |                             |
| 2009 | El reclamo                         | Bruno                      |                             |
| 2010 | Historias breves 6                 |                            | Segmento: La araña          |
| 2011 | Nosotras sin mamá                  | Sr. Inmobiliaria           |                             |
| 2012 | Boda en Mendoza                    | Emilio                     |                             |
| 2013 | Roa                                | Umland                     |                             |
| 2013 | Mujer lobo                         |                            |                             |
| 2013 | Olvídame                           | Amaya                      |                             |
| 2014 | Historia del miedo                 | Carlos                     |                             |
| 2014 | En vísperas                        | Eduardo                    | Cortometraje                |
| 2014 | Relatos salvajes                   | Cuenca                     | Segmento: Las ratas         |
| 2014 | Aventurera                         | Lalo                       |                             |
| 2015 | El 5 de Talleres                   | Mariano                    |                             |
| 2015 | Sueños atómicos                    |                            | Película filmada en el 2000 |
| 2015 | Colonia                            | Manuel Contreras           |                             |
| 2016 | Postponed                          | Consultante                | Cortometraje                |
| 2016 | La última fiesta                   | Gutiérrez                  |                             |
| 2018 | Respirar                           | Carlos                     |                             |
| 2018 | La noche de 12 años                | Sargento Alzamora          |                             |
| 2019 | El tío                             | Dalmiro Risso              |                             |
| 2019 | Lobos                              | Molina                     |                             |
| 2019 | Everything I Like                  |                            |                             |
| 2019 | El silencio del cazador            | Agosto                     |                             |
| 2020 | El club                            | Daniel                     | Cortometraje                |
| 2021 | Realidad virtual                   | José                       |                             |
| 2021 | 10 palomas                         | Mario                      |                             |
| 2021 | El secreto de Maró                 | Tabaré                     |                             |
| 2022 | Axiomas                            | Eulogio                    |                             |
| 2022 | A orillas del río                  | Jorge                      |                             |
| 2022 | Un crimen argentino                | Rodolfo Ríos               |                             |
| 2022 | Carbón                             | Miguel                     |                             |
| 2022 | El paraíso                         | Juan Scilko                | Voz                         |
| 2022 | Algo incorrecto                    | Evaristo García Avellaneda |                             |
| 2022 | Los de abajo                       | Coronel Iglesias           |                             |
| 2022 | El último hereje                   | Tobías Rubio               |                             |
| 2023 | Fragmentada                        | Fruzzetti                  |                             |
| 2024 | Nahir                              | Marcelo Galarza            |                             |

### Televisión
| Año        | Título                         | Papel                              | Notas                                |
| ---------- | ------------------------------ | ---------------------------------- | ------------------------------------ |
| 1985       | El infiel                      |                                    |                                      |
| 1992       | De la cabeza                   |                                    |                                      |
| 1993       | Diosas y reinas                |                                    |                                      |
| 1993, 2002 | Videomatch                     |                                    |                                      |
| 1994       | Cablecanal                     |                                    |                                      |
| 1994       | Marco, el candidato            |                                    |                                      |
| 1994       | Brigada cola                   |                                    |                                      |
| 1995       | Amigovios                      |                                    |                                      |
| 1995       | Pin Ball                       |                                    |                                      |
| 1995-1996  | El palacio de la risa          |                                    |                                      |
| 1995       | La hermana mayor               |                                    |                                      |
| 1995       | Sheik                          |                                    |                                      |
| 1995       | Poliladron                     |                                    |                                      |
| 1995       | Montaña rusa                   |                                    |                                      |
| 1996       | El paparazzi                   |                                    |                                      |
| 1996       | 90 60 90 Modelos               |                                    |                                      |
| 1996       | Por siempre mujercitas         |                                    |                                      |
| 1997       | Como pan caliente              | Francois                           |                                      |
| 1997       | Carola Casini                  |                                    |                                      |
| 1998       | Como vos y yo                  |                                    |                                      |
| 1998       | Señoras y señores              |                                    |                                      |
| 1998       | Desesperadas por el aire       |                                    |                                      |
| 1998       | Casa natal                     |                                    |                                      |
| 1998       | La condena de Gabriel Doyle    |                                    |                                      |
| 1999       | Campeones de la vida           | Pipa                               |                                      |
| 1999       | Trillizos, dijo la partera     |                                    |                                      |
| 1999-2000  | Chiquititas                    | El Oso                             |                                      |
| 1999       | La mujer del presidente        |                                    |                                      |
| 1999       | Muñeca Brava                   |                                    |                                      |
| 1999       | Por el nombre de dios          | Policía                            |                                      |
| 2001       | Tiempo final                   |                                    | Episodio: «Huéspedes»                |
| 2003       | Costumbres argentinas          |                                    |                                      |
| 2003       | Rincón de luz                  |                                    |                                      |
| 2003       | Abre tus ojos                  |                                    |                                      |
| 2004       | Locas de amor                  | Dueño óptica                       |                                      |
| 2004       | Los Roldán                     |                                    |                                      |
| 2004       | No hay 2 sin 3                 |                                    |                                      |
| 2004       | Los de la esquina              |                                    |                                      |
| 2005       | Hombres de honor               | Barresi                            |                                      |
| 2005       | Amor mío                       |                                    |                                      |
| 2005       | Vientos de agua                |                                    |                                      |
| 2005       | Sin código                     | Van Hellsing                       |                                      |
| 2006       | Amo de casa                    |                                    |                                      |
| 2006       | El tiempo no para              |                                    |                                      |
| 2006       | Palermo Hollywood Hotel        |                                    |                                      |
| 2007       | Romeo y Julieta                | Padre Antonio                      |                                      |
| 2008       | Casi ángeles                   | Terremoto Aguirre / Mauro Talarico |                                      |
| 2009       | Jake & Blake                   |                                    |                                      |
| 2009       | Niní                           | Abdel                              |                                      |
| 2009       | Impostores                     | Gasparini                          | Episodio: «Domar a la yegua»         |
| 2012       | Peter Punk                     | Rudolph                            | Episodio: «El primo de Punksilvania» |
| 2014       | Bien de familia                | Mario Acosta                       |                                      |
| 2014       | Guapas                         | Dr. Rinaudo                        |                                      |
| 2015       | El mal menor                   | Policía Domínguez                  | Episodio: «Julieta»                  |
| 2015       | Bs. As. bajo el cielo de Orión | Papá de Lucas                      |                                      |
| 2016       | Jungle Nest                    | Montalbán                          |                                      |
| 2017-2018  | Un gallo para Esculapio        | Alfredo                            |                                      |
| 2018       | Sandro de América              | Dr. Passini                        |                                      |
| 2018-2021  | Luis Miguel: la serie          | Hugo López                         |                                      |
| 2018       | Morir de amor                  | Dr. Jonás Palma                    |                                      |
| 2019       | Campanas en la noche           | Bartolomé Navarro                  |                                      |
| 2023       | Melody, la chica del metro     | Charly                             |                                      |
| 2024       | El sabor del silencio          | Hernán Pívori                      |                                      |
| 2024       | Cris Miró (Ella)               | Sergio Vargas                      |                                      |
| 2024       | La voz ausente                 | Raúl Hontou                        | Episodio: «HH»                       |
| 2025       | Objetivo AMIA                  | Secretario                         |                                      |

## Teatro
- 2012 - La farolera, dirección de Virginia Lago
- 2009 - Un hombre es un hombre, dirección de Claudio Gallardou
- 2008 - No me dejes así, idea y dirección de Enrique Federman
- 2007 - Solas Alicia Zanca
- 2006 - No me dejes así, creación colectiva con dirección de Enrique Federman. Con esta última ganó Premio Mejor Dramaturgia (2005).
- 2005 - Premio "Teatro del Mundo" y Actuación Masculina en la Fiesta Nacional de Teatro
- 2005 - Cuando te mueras del todo de Daniel Dalmaroni. Dir. Lía Jelín
- 2004 - Agrippina de F.Häendel, dirección de Claudio Gallardou
- 2004 - Neutrino, un invento argentino de Berbedes-Lerman, dirección de Enrique Federman
- 2003 - El Himno de Claudio Nadie, dirección de Claudio Nadie
- 2000 - La farolera de María Elena Walsh, dirección de Virginia Lago
- 2000 - Arlequino (La Banda de la Risa), Adaptación y dirección de Claudio Gallardou
- 1999 - El camión de Ernesto Marcos, dirección de María Laura Cali
- 1996-1997-1998 - Arlequino (La Banda de la Risa) Adaptación y dirección de Claudio Gallardou
- 1995 - La comedia es finita (La Banda de la Risa) Adaptación y dirección de Claudio Gallardou
- 1992-1993 - Menú del día de Javier Lombardo (Los Pinchiruli), dirección de Claudio Gallardou
- 1990 - Los musicantes (Show Callejero), dirección de Luis Olivella
- 1987 - Atrapen al cuco de Luis Olivella, dirección de Ariel Tobio
- 1983-1985-1987 - Proceso interior de Rodolfo Ledo, dirección de Ernesto Torcchia

## Premios
| 2006 | La Fiesta Nacional del Teatro |             |                 |         |
| 2006 | La Fiesta Nacional del Teatro | Mejor Actor | No me dejes así | Ganador |